# San Pedro, Sucre
San Pedro är en ort i Colombia.   Den ligger i departementet Sucre, i den norra delen av landet, 500 km norr om huvudstaden Bogotá. San Pedro ligger 144 meter över havet och antalet invånare är 11 489.
Terrängen runt San Pedro är platt. Runt San Pedro är det ganska tätbefolkat, med 93 invånare per kvadratkilometer. Närmaste större samhälle är Sincé, 19,1 km sydväst om San Pedro. Trakten runt San Pedro består i huvudsak av gräsmarker.